# Håll om mig (psalm)
Håll om mig (finska. Kaukaa sinua hain) är en finsk psalm med text skriven 1986 av författaren Anna-Mari Kaskinen och musik komponerad samma år av musikern Jaakko Löytty. Psalmen gavs ut första gången i sångsamlingen Tomassånger (Tuomaslauluja) 1991, som var tänkt att användas till Tomasmässan. Text översattes till svenska 1996 av prästen Per Harling. Psalmens första vers bygger på Andra Korintierbrevet 5:7 och tredje vers på Johannesevangeliet 20:27–29.

## Publicerad i
- Hela världen sjunger som nummer 75.[1]
- I Guds vind.[1]
- Verbums psalmbokstillägg 2003 som nummer 764 under rubriken "Sökande - tvivel".[1]
- Psalmer och Sånger 2003 som nummer 826 under rubriken "Att leva av tro - Sökande tvivel".[2]
- Ung psalm 2006 som nummer 232 under rubriken "Håll om mig – tårar, tröst och vila".[3]
- Hela familjens psalmbok 2013 som nummer 171 under rubriken "Tårar och skratt".[4]
- Sång i Guds värld Tillägg till Svensk psalmbok för den evangelisk-lutherska kyrkan i Finland 2015 som nummer 902 under rubriken "Tvivel oh tillit".